# 34 ق هـ
34 ق هـ هي السنة الرابعة والثلاثون السابقة للهجرة النبوية، وهي توافق ما بين سنتي 588 و589 حسب التقويم الميلادي، أي أنها بدأت في سنة 588م وانتهت في سنة 589م.